# VIND (software)
VIND (Vraaggerichte INteractieve Dienstencatalogus) is een applicatie die bij veel Nederlandse gemeenten in gebruik is om burgers en bedrijven die een overheidswebsite bezoeken, naar het gevraagde overheidsproduct te leiden. VIND behoort tot de softwarecategorie van product-diensten catalogi.
De applicatie is oorspronkelijk ontwikkeld door de Vereniging van Nederlandse Gemeenten (VNG) en later overgegaan naar SDU Uitgevers, die het product verder ontwikkelt. 
In de VIND catalogus zijn goederen en diensten gegroepeerd op vraag en aanbod. Burgers of bedrijven kunnen een aanvraag doen in verband met hun rol en/of de levensgebeurtenis (bijvoorbeeld geboorte, verhuizing) die aanleiding voor de aanvraag is. 
VIND is closed software waaraan licentiekosten verbonden zijn.  